# Gliese 438
Gliese 438 o GJ 438 (LHS 2447 / CD-51 5974) es una estrella relativamente cercana a la Tierra, a 27,4 años luz de distancia. Está situada en la constelación de Centauro, al oeste de δ Centauri y ρ Centauri, y al noroeste de la nebulosa NGC 3918 y Gacrux (γ Crucis). De magnitud aparente +10,36 no es visible a simple vista.
En general, Gliese 438 está clasificada como una enana roja de tipo espectral M0V, aunque también ha sido clasificada como una enana naranja de tipo K0. Incluso se ha especulado que Gliese 438 pueda ser una estrella subenana tenue —no muy distinta a Groombridge 1830 o a estrella de Kapteyn— y no una estrella de clase de luminosidad V.
En cualquier caso más pequeña y tenue que el Sol, su masa puede ser 0,40 veces la masa solar y su radio 0,39 veces el radio solar. Su luminosidad es sólo el 0,41% de la del Sol.
Las estrellas que tiene más cerca son Gliese 479, LHS 340 y el sistema estelar HR 4523 AB, todas ellas en torno a 6 años luz de distancia.